# کوریدوراس کاراچا
کوریدوراس کاراچا (Corydoras atropersonatus)، گونه ای ماهی آب شیرین گرمسیری متعلق به زیر خانواده (Corydoradinae) از خانواده گربه‌‌ماهیان زره‌دار است. خاستگاه آن آبهای داخلی آمریکای جنوبی در حوضه فوقانی رودخانه آمازون در اکوادور و پرو میباشد.
طول این گونه به ۴٫۵ سانتیمتر میرسد. در آب و هوای گرمسیری با pH بین ۶ تا ۸، سختی آب ۲٫۰-۲۵ dGH و محدوده دمایی ۲۱ تا ۲۴ درجه سانتیگراد زندگی میکند. کوریدوراس کاراچا از کرم ها، سخت پوستان کف بستر، حشرات و مواد گیاهی تغذیه می کند.
این گونه در تجارت آکواریوم دارای اهمیت تجاری است.

## همچنین ببینید
- لیست گونه های ماهی آکواریومی آب شیرین